# Associazione Calcio Femminile Milan 2000-2001
Questa voce raccoglie le informazioni riguardanti la Associazione Calcio Femminile Milan nelle competizioni ufficiali della stagione 2000-2001.

## Rosa
Rosa aggiornata alla fine della stagione.
| N. |                   | Ruolo | Calciatrice          |
| -- | ----------------- | ----- | -------------------- |
|    | Italia (bandiera) | A     | Francesca Albini     |
|    | Italia (bandiera) | A     | Luana Amenta         |
|    | Italia (bandiera) | D     | Veronica Arcobello   |
|    | Italia (bandiera) | P     | Clara Armento        |
|    | Italia (bandiera) | P     | Noemi Calavita       |
|    | Italia (bandiera) | D     | Sabrina Cortese      |
|    | Italia (bandiera) | D     | Filomena De Vincenzo |
|    | Italia (bandiera) | A     | Laura Garberino      |
|    | Italia (bandiera) | A     | Chiara Gazzoli       |
|    | Italia (bandiera) | C     | Nunzia Granato       |
|    | Italia (bandiera) | A     | Michela Greco        |

| N. |                      | Ruolo | Calciatrice          |
| -- | -------------------- | ----- | -------------------- |
|    | Italia (bandiera)    | C     | Stella La Capra      |
|    | Italia (bandiera)    | D     | Stefania Misto       |
|    | Italia (bandiera)    | C     | Cristina Murelli     |
|    | Rep. Ceca (bandiera) | C     | Jana Nováková        |
|    | Italia (bandiera)    | D     | Sonia Quitadamo      |
|    | Italia (bandiera)    | C     | Monica Serra         |
|    | Italia (bandiera)    | A     | Silvia Tagliacarne   |
|    | Italia (bandiera)    | C     | Federica Tamagnini   |
|    | Italia (bandiera)    | A     | Annarita Vantaggiato |
|    | Italia (bandiera)    | D     | Luana Zago           |
|    | Italia (bandiera)    | A     | Annalisa Zambetta    |

## Calciomercato

### Sessione estiva
| Acquisti | Acquisti     | Acquisti            | Acquisti |
| R.       | Nome         | da                  | Modalità |
| -------- | ------------ | ------------------- | -------- |
| D        | Luana Amenta | Sporting Segrate 92 |          |

| Cessioni | Cessioni | Cessioni | Cessioni |
| R.       | Nome     | a        | Modalità |
| -------- | -------- | -------- | -------- |
|          |          |          |          |

## Risultati

### Serie A

#### Girone di andata
| 16 settembre 2000, ore 16:00 CEST 1ª giornata                   | ACF Milan | 2 – 1 referto | Sarzana |  |
| \| \| \| \| \| Gazzoli 13’, 89’ \| Marcatori \| 25’ Angelini \| |           |               |         |  |
|                                                                 |           |               |         |  |
| Gazzoli 13’, 89’                                                | Marcatori | 25’ Angelini  |         |  |

| 23 settembre 2000, ore 16:00 CEST 2ª giornata                                                                                               | Aquile Palermo | 4 – 5 referto                                     | ACF Milan |  |
| \| \| \| \| \| Tranchina 16’ Franciamore 43’ Buttaccio Tardio 52’, 69’ \| Marcatori \| 15’ Murelli 27’, 77’ Gazzoli 32’, 85’ Tagliacarne \| |                |                                                   |           |  |
| |                |                                                   |           |  |
| Tranchina 16’ Franciamore 43’ Buttaccio Tardio 52’, 69’                                                                                     | Marcatori      | 15’ Murelli 27’, 77’ Gazzoli 32’, 85’ Tagliacarne |           |  |

| Agliana 30 settembre 2000, ore 16:00 CEST 3ª giornata | ACF Milan | 0 – 1 referto | Agliana | Stadio comunale Germano Bellucci |
| \| \| \| \| \| \| Marcatori \| 42’ Colombino \|       |           |               |         |                                  |
|                                                       |           |               |         |                                  |
|                                                       | Marcatori | 42’ Colombino |         |                                  |

| Oristano 11 novembre 2000, ore 14:30 CET 8ª giornata | Atletico Oristano | 0 – 0 | ACF Milan | Stadio comunale Tharros |

| Arbitro: | De Nitto (Brindisi) |

|  |           |                             |
|  | Marcatori | 42’ Parejo 49’, 57’ Guarino |

| 6 gennaio 2001, ore 14:30 CET 13ª giornata | Foroni | 2 – 0 | ACF Milan |  |

#### Girone di ritorno
| 16 settembre 2001, ore 14:30 CET 16ª giornata                                | Sarzana   | 0 – 3 referto                              | ACF Milan |  |
| \| \| \| \| \| \| Marcatori \| 35’ Nováková 85’ Tagliacarne 90+2’ Gazzoli \| |           |                                            |           |  |
|                                                                              |           |                                            |           |  |
|                                                                              | Marcatori | 35’ Nováková 85’ Tagliacarne 90+2’ Gazzoli |           |  |

| 3 febbraio 2001, ore 14:30 CET 17ª giornata                                                             | ACF Milan | 7 – 0 referto | Aquile Palermo |  |
| \| \| \| \| \| Zambetta 10’ Tagliacarne 41’, 82’ Gazzoli 68’, 78’, 89’ Tamagnini 72’ \| Marcatori \| \| |           |               |                |  |
| |           |               |                |  |
| Zambetta 10’ Tagliacarne 41’, 82’ Gazzoli 68’, 78’, 89’ Tamagnini 72’                                   | Marcatori |               |                |  |

| Agliana 17 febbraio 2001, ore 15:00 CET 18ª giornata | Agliana | 1 – 3 referto | ACF Milan | Stadio comunale Germano Bellucci |

| Arbitro: | Mignani (Pisa) |

|             |           |                                                      |
| Gazzoli 77’ | Marcatori | 7’, 53’ Pasqui 45’, 81’ Rutten 50’ Ricciu 74’ Baroni |

| Arbitro: | Puccilli (Roma) |

|                                         |           |             |
| Guarino 16’ Carta 54’ Deiana 73’ (rig.) | Marcatori | 56’ Gazzoli |

| 12 maggio 2001 28ª giornata | ACF Milan | 2 – 0 | Foroni |  |

### Coppa Italia
| 6 settembre 2000 1º turno, gruppo 4 - 2ª giornata | ACF Milan | 12 – 0 | Mantova |  |

| 10 settembre 2000 1º turno, gruppo 4 - 2ª giornata | Sporting Segrate 92 | 0 – 1 | ACF Milan |  |

| 1º novembre 2000 2º turno, gruppo 2 - 1ª giornata | G.E.A.S. | 0 – 3 | ACF Milan |  |

| 23 dicembre 2000 2º turno, gruppo 2 - 3ª giornata | ACF Milan | 2 – 0 | Fiammamonza |  |

| 10 febbraio 2001, ore 14:30 CET Quarti di finale - Andata | ACF Milan | 2 – 2 referto | La Chivasso |  |

| 28 marzo 2001, ore 16:00 CET Quarti di finale - Ritorno | La Chivasso | 0 – 1 referto | ACF Milan |  |

| 7 maggio 2001 Semifinale - Andata | ACF Milan | 0 – 2 referto | Bardolino |  |

| Calmasino, Bardolino 16 maggio 2001 Semifinale - Ritorno                                      | Bardolino | 4 – 2 referto               | ACF Milan | Stadio comunale Belvedere |
| \| \| \| \| \| Maglio 16’ Ulivi Boni Danzi 2t’ \| Marcatori \| 1t’ Tagliacarne 13’ Gazzoli \| |           |                             |           |                           |
|                                                                                               |           |                             |           |                           |
| Maglio 16’ Ulivi Boni Danzi 2t’                                                               | Marcatori | 1t’ Tagliacarne 13’ Gazzoli |           |                           |

### Supercoppa italiana
| Arbitro: | Roberta Rogato (Pescara) |

|                                            |           |                                    |
| Parejo 43’ Conti 45’ Carrus 47’ Pintus 59’ | Marcatori | 22’ Nováková 38’ Gazzoli 81’ Greco |

## Statistiche

### Statistiche di squadra
| Competizione        | Punti | In casa | In casa | In casa | In casa | In casa | In casa | In trasferta | In trasferta | In trasferta | In trasferta | In trasferta | In trasferta | Totale | Totale | Totale | Totale | Totale | Totale | DR  |
| Competizione        | Punti | G       | V       | N       | P       | Gf      | Gs      | G            | V            | N            | P            | Gf           | Gs           | G      | V      | N      | P      | Gf     | Gs     | DR  |
| ------------------- | ----- | ------- | ------- | ------- | ------- | ------- | ------- | ------------ | ------------ | ------------ | ------------ | ------------ | ------------ | ------ | ------ | ------ | ------ | ------ | ------ | --- |
| Serie A             | 59    | 15      | 9       | 3       | 3       | -       | -       | 15           | 8            | 5            | 2            | -            | -            | 30     | 17     | 8      | 5      | 80     | 41     | +39 |
| Coppa Italia        | -     | 4       | 3       | 0       | 1       | 16      | 4       | 4            | 3            | 0            | 1            | 7            | 4            | 8      | 6      | 0      | 2      | 23     | 8      | +15 |
| Supercoppa italiana | -     | -       | -       | -       | -       | -       | -       | -            | -            | -            | -            | -            | -            | 1      | 0      | 0      | 1      | 3      | 4      | -1  |
| Totale              | -     | 19      | 12      | 3       | 4       | -       | -       | 19           | 11           | 5            | 3            | -            | -            | 39     | 23     | 8      | 8      | 106    | 53     | +53 |

### Andamento in campionato
| Giornata  | 1 | 2 | 3 | 4 | 5 | 6 | 7 | 8 | 9 | 10 | 11 | 12 | 13 | 14 | 15 | 16 | 17 | 18 | 19 | 20 | 21 | 22 | 23 | 24 | 25 | 26 | 27 | 28 | 29 | 30 |
| --------- | - | - | - | - | - | - | - | - | - | -- | -- | -- | -- | -- | -- | -- | -- | -- | -- | -- | -- | -- | -- | -- | -- | -- | -- | -- | -- | -- |
| Luogo     | C | T | C | C | C | T | C | T | C | T  | C  | C  | T  | C  | T  | T  | C  | T  | T  | T  | C  | T  | C  | T  | C  | T  | T  | C  | T  | C  |
| Risultato | V | V | P | V | V | V | N | N | V | N  | P  | V  | P  | N  | V  | V  | V  | V  | N  | V  | N  | N  | P  | V  | V  | P  | V  | V  | N  | V  |
| Posizione |   |   |   |   |   |   |   |   |   |    |    |    |    |    |    |    |    |    |    |    |    |    |    |    |    |    |    |    | 5  | 4  |

Legenda:

Luogo: C = Casa; T = Trasferta. Risultato: V = Vittoria; N = Pareggio; P = Sconfitta.

### Statistiche delle giocatrici
| Giocatore      | Serie A  | Serie A | Serie A     | Serie A    | Coppa Italia | Coppa Italia | Coppa Italia | Coppa Italia | Supercoppa italiana | Supercoppa italiana | Supercoppa italiana | Supercoppa italiana | Totale   | Totale | Totale      | Totale     |
| Giocatore      | Presenze | Reti    | Ammonizioni | Espulsioni | Presenze     | Reti         | Ammonizioni  | Espulsioni   | Presenze            | Reti                | Ammonizioni         | Espulsioni          | Presenze | Reti   | Ammonizioni | Espulsioni |
| -------------- | -------- | ------- | ----------- | ---------- | ------------ | ------------ | ------------ | ------------ | ------------------- | ------------------- | ------------------- | ------------------- | -------- | ------ | ----------- | ---------- |
| C. Gazzoli     | 27       | 32      | ?           | ?          | ?            | ?            | ?            | ?            | 1                   | 1                   | 0                   | 0                   | 28+      | 33+    | 0+          | 0+         |
| M. Greco       | 9        | 2       | ?           | ?          | ?            | ?            | ?            | ?            | 1                   | 1                   | 0                   | 0                   | 10+      | 3+     | 0+          | 0+         |
| J. Nováková    | 26       | 3       | ?           | ?          | ?            | ?            | ?            | ?            | 1                   | 1                   | 0                   | 0                   | 27+      | 4+     | 0+          | 0+         |
| S. Tagliacarne | 30       | 22      | ?           | ?          | ?            | ?            | ?            | ?            | 1                   | 0                   | 0                   | 0                   | 31+      | 22+    | 0+          | 0+         |